# Cratere Isil
Isil  è un cratere sulla superficie di Marte.